# Alessandro Gassman
Alessandro Gassmann Embaixador(a) da boa vontade da ACNUR (Roma, Itália, 24 de Fevereiro de 1965) é um ator italiano.

É filho dos actores Vittorio Gassman e Juliette Mayniel. Estreou com 17 anos em Di padre in figlio, escrita e dirigida por seu pai, e mais tarde estudou na Oficina de Teatro de Florença.
Em 1993 ele iniciou uma série de colaborações com Gianmarco Tognazzi, com filmes populares como Uomini senza donne, Facciamo festa, Teste di cocco e Lovest, e como dubladores e atores de teatro também. Em 1997 ele impôs-se internacionalmente com Hamam, de Ferzan Özpetek.
Foi posteriormente escolhido por Yves Saint Laurent para um depoimento para o seu perfume Opium, e fez um calendário sexy para a revista italiana Max. Como ator, trabalhou em várias minisséries de TV e, na França, no filme de ação Transporter 2, produzido por Luc Besson. Em 2006, Gassmann apareceu na comédia Non prendere impegni stasera.